# یواس‌اس هینسدال (ای‌پی‌ای-۱۲۰)
یواس‌اس هینسدال (ای‌پی‌ای-۱۲۰) (به انگلیسی: USS Hinsdale (APA-120)) یک کشتی بود که طول آن ۴۵۵ فوت (۱۳۹ متر) بود. این کشتی در سال ۱۹۴۴ ساخته شد.